# Waldseemüller-térkép

A Waldseemüller-térképen (Universalis Cosmographia) (1507) Amerika, Afrika, Európa, Ázsia és a Csendes-óceán ábrázolása.

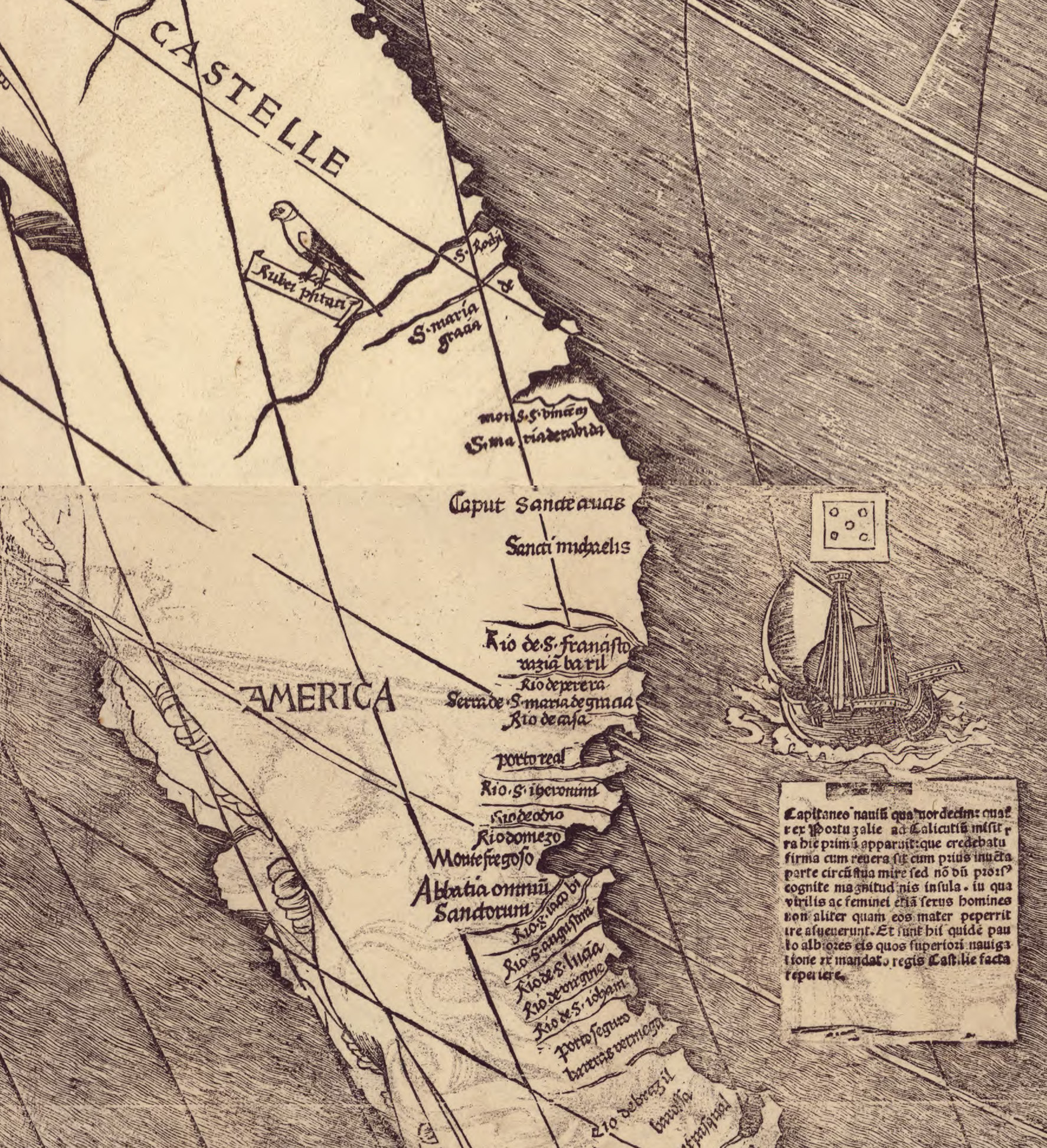
A világtérképnek az a részlete - Dél-Amerika -, ahol először jelenik meg America neve.

A Waldseemüller-térkép, eredeti latin nevén Universalis Cosmographia, a német kozmográfus, Martin Waldseemüller által 1507 áprilisában megjelentetett világtérkép. A térkép nevezetessége, hogy ez az első ismert dokumentum, amely Amerikaként tünteti fel a kontinens nevét, ezáltal a világtérképet „Amerika keresztlevelének” is tekintik. A fametszeten az America elnevezés a világtérképnek Dél-Amerikát ábrázoló részén látható. Mint Martin Waldseemüller a térképhez kapcsolódó könyvében, a Cosmographiae Introductioban említi, az elnevezés az olasz Amerigo Vespucci tiszteletére került a térképre.
A Waldseemüller-féle világtérkép egyetlen fennmaradt példánya 2001 óta az Egyesült Államok Kongresszusi Könyvtárának a tulajdona.
Waldseemüller a kétdimenziós világtérképe mellé ugyanabban az évben nyomatott gömbformára ragasztható fölgömbszelvényeket is. Mind a falitérképen, mind a háromdimenziós földgömbön az amerikai kontinenst két különálló területként mutatja. A két ábrázolástól viszont eltér a falitérkép felső részébe helyezett miniatűr térkép, melyen Észak- és Dél-Amerikát egy földnyelv összeköti.

## A falitérkép

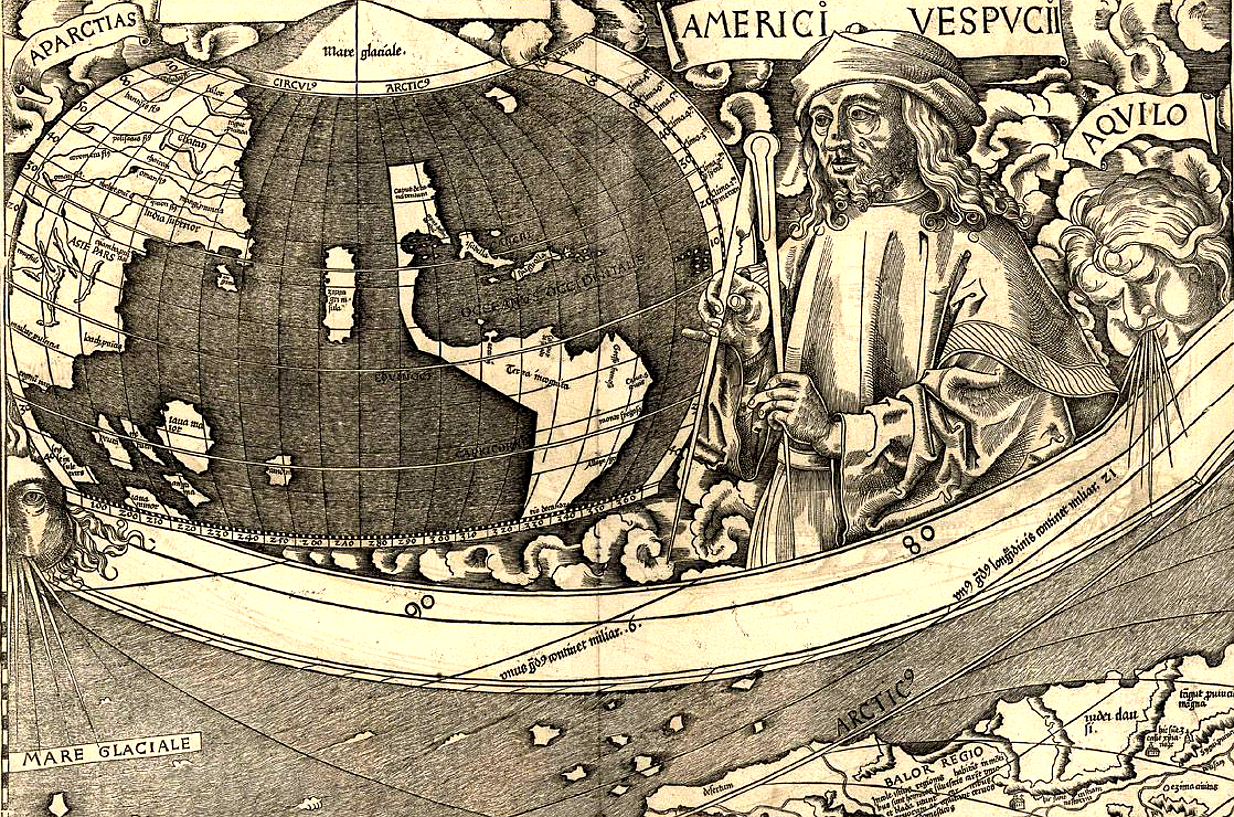
A világtérkép felső részébe illesztett miniatűr térképen Amerigo Vespucci portréja

Waldseemüller falitérképe 12 különálló részből áll, mindegyik lap egy 46 cm × 62 cm-es fametszet, melyek összeállítva 4 x 3-as elrendezésben – négy vízszintes és három függőleges sorban – alkotják a nagyformátumú, 248 cm x 138 cm-es világtérképet. A térkép a ptolemaioszi térképábrázoláson alapul, hosszúsági és szélességi körök mentén ábrázolja az egész Földet.  A térkép felső-középső részébe illesztett két miniatűr térkép is bemutatja a glóbuszt, a nyugati féltekét ábrázoló miniatűr térkép mellett Amerigo Vespucci portréja is látható.
A térkép teljes neve Universalis cosmographia secundum Ptholomaei traditionem et Americi Vespucii aliorumque lustrationes, azaz „Egyetemes kozmográfia Ptolemaiosz hagyománya alapján, Amerigo Vespucci és mások felfedezéseit követve”. A mások közé tartozott többek között Kolumbusz Kristóf is.

## Története
A térkép elkészítése idején Martin Waldseemüller a Lotaringiához tartozó Saint-Dié-des-Vosges-ben levő gimnázium rektoraként tagja volt Saint-Diében dolgozó kartográfus csoportnak, amely a spanyol és a portugál felfedezők legfrissebb, részletes beszámolói nyomán dolgozott. Waldseemüller 1507 áprilisában nyomtatta ki a kétdimenziós világtérképét, valamint a földgömbszelvényeket. Mind a falitérképet és a földgömböt a Cosmographiae Introductio című könyvével együtt készítette, a könyv, amely egyúttal kozmográfiai bevezetés is a kiadott világtérképekhez, mellékletként tartalmazza Amerigo Vespucci latinra fordított útibeszámolóit is „Quattuor navigationes” címen.

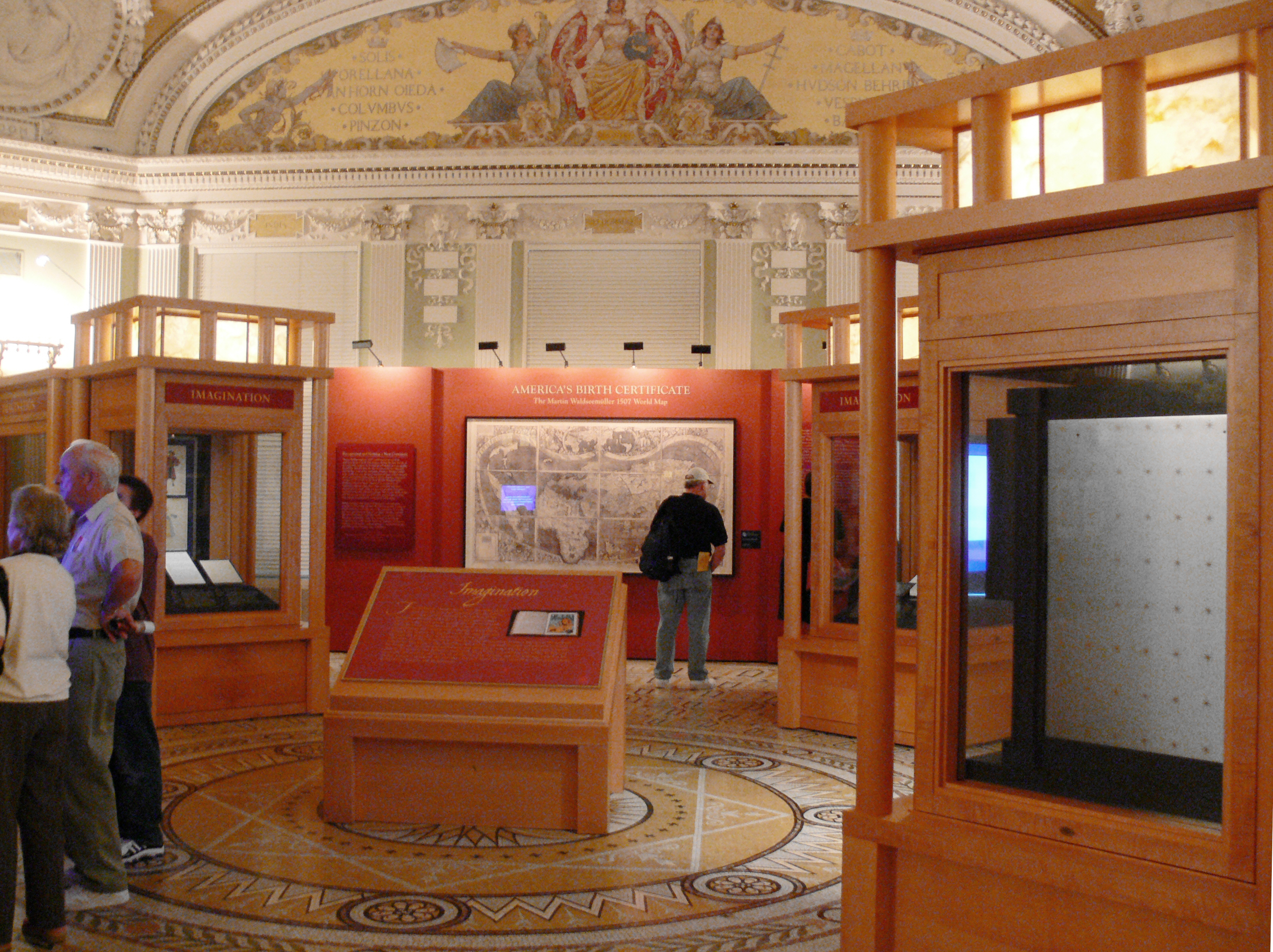
A Waldseemüller-térkép fakszimile példánya a Kongresszusi Könyvtárban 2007-ben (Treasures Gallery, Jefferson Building, Washington D. C.)

Az 1000 példányban nyomtatott nagyméretű világtérképnek egyetlen fennmaradt példánya létezik. A példány eredeti tulajdonosa Johannes Schöner (1477–1547) német csillagász volt, akitől annak teljes térképgyűjteménye a Waldburg-Wolfegg hercegi család tulajdonába került, majd a Waldseemüller-térkép teljesen feledésbe merült.
Csak 1901-ben bukkant fel újból, véletlenül talált rá Württembergben Joseph Fischer jezsuita kartográfus a vikingek amerikai hajózásait kutatva Waldburg-Wolfegg herceg wolfeggi kastélyának könyvtárában. 1903-ban az Amerikai Egyesült Államok Kongresszusi Könyvtára a térkép egy fakszimile példányát ugyan megszerezte, és bár több próbálkozás is történt az eredeti nyomat felvásárlására, a térkép 2001-ig Németországban maradt. Végül 2001-ben Johannes von Waldburg-Wolfegg herceg – a térkép tulajdonosa – beleegyezett az eladásba, az „Amerika keresztlevelének” is tekintett térképet az Amerikai Egyesült Államok Kongresszusi Könyvtára vásárolta meg 10 millió $-ért.
2001-ben Gerhard Schröder német kancellár elhárította az adminisztratív akadályokat, így a térkép elhagyhatta Németországot, 2007-ben pedig Angela Merkel német kancellár amerikai útja során jelképesen is az Amerikai Egyesült Államoknak ajándékozta Amerika keresztlevelének is tekintett térképet.
2007-ben a kiadvány ötszáz éves évfordulója alkalmából rendezett ünnepség óta a térkép állandóan megtekinthető egy speciális mikroklímájú vitrinben a Kongresszusi Könyvtárban, a kiállításra kerülését átfogó tudományos vizsgálat előzte meg.
A térképritkaság 2005-ben felkerült az UNESCO A világ emlékezete program egyetemes értékkel bíró dokumentumainak listájára.

## A földgömbszelvények

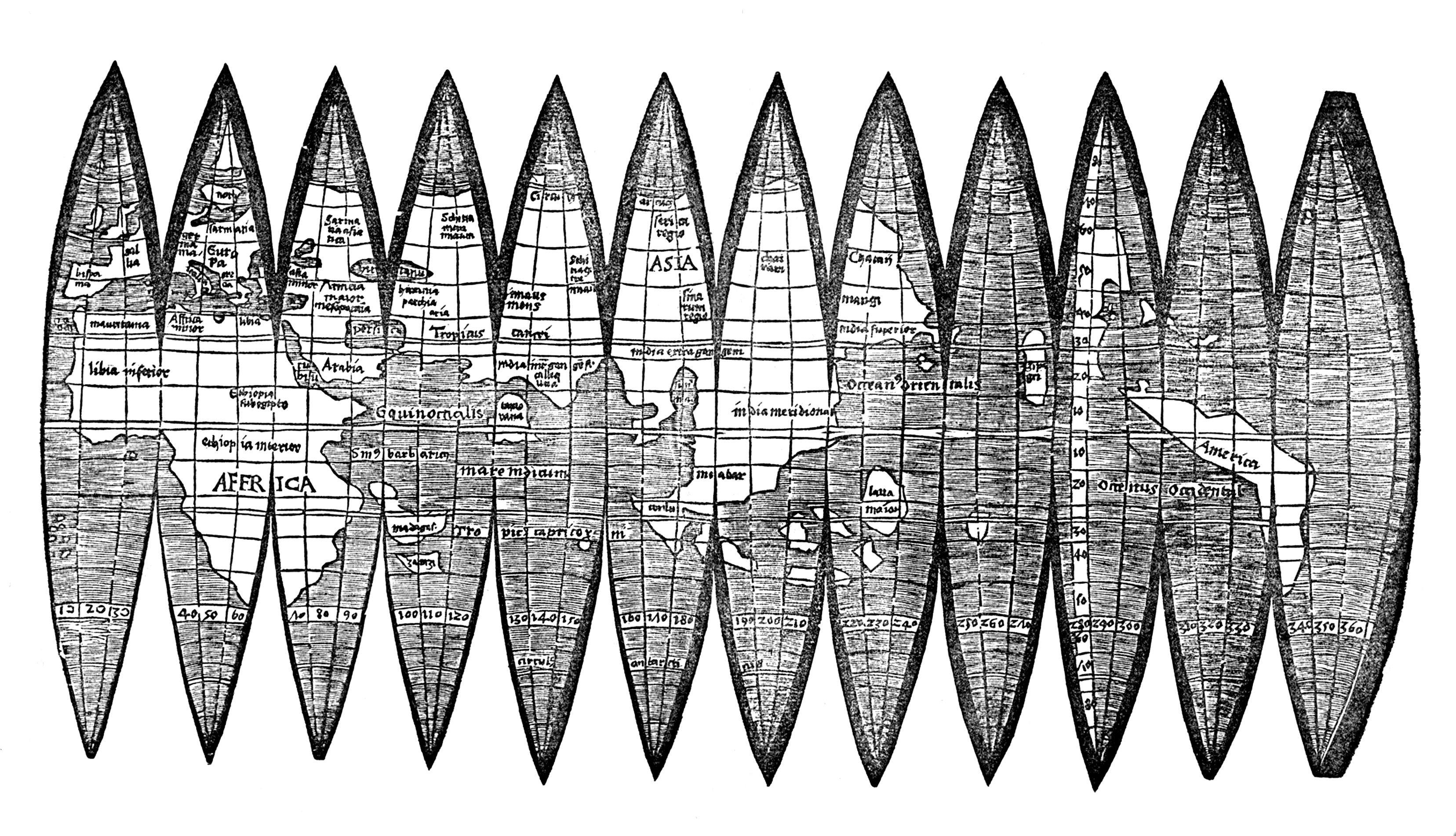
Waldseemüller által nyomtatott földgömbszelvények 1507-ből

A földgömbszelvények az ugyanabban az évben megjelent, 12 lapból álló világtérképnek, az Universalis Cosmographianak egyszerűsített tartalmú, kicsinyített nyomatai, melyeket 34×24 cm-es lapokra nyomtattak és kivágva gömbformára lehetett ragasztani. A földgömbszelvényekről Waldseemüller említést tesz a falitérképhez kiadott Cosmographiæ Introductioban is. A földgömbön Amerika nyugati partjai mellett levő Csendes-óceánt Occeanus Occidentalisként említi, az Indiai-óceánt Oceanus Orientalisnak, ugyanakkor a két óceán találkozása nem látható a térképen.

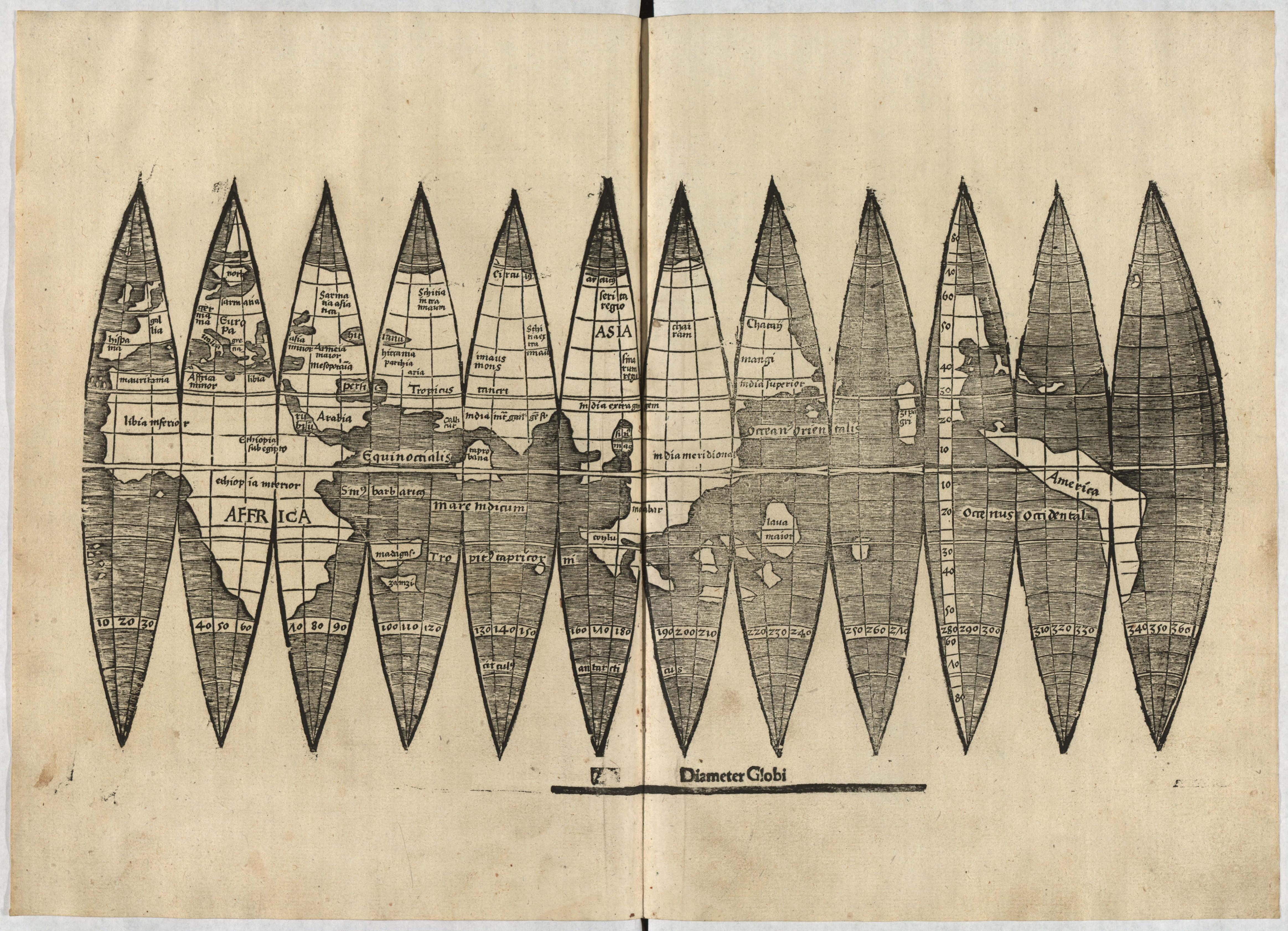
Az ötödik nyomat kismértékben eltér a többitől

A földgömbszelvényeknek 2017-ben öt fennmaradt példánya volt ismert. Az első 1871-ben került elő, ez az eredetileg liechtensteini hercegi tulajdonban levő nyomat 1954-ben került a Minneapolisi Egyetem könyvtárába, ahol jelenleg is található (James Ford Bell Library). A következő nyomatot egy Ptolemaiosz-atlasz belsejében találták, jelenleg Münchenben a Bajor Állami Könyvtár (Bayerischen Staatsbibliothek in München) tulajdona. A harmadik példány 1992-ben került elő, jelenleg szintén Németországban, Offenburgban található. A negyedik nyomatra 2003-ban derült fény, ekkor egy gyűjtő tulajdonos újságban olvasott a Waldseemüller-térképről, rádöbbenve, hogy hasonlóval rendelkezik. Végül a londoni aukciósház, a Christie’s árverésén a Frodsham & Co. tulajdona lett, akik 1 002 267 amerikai dollárért, akkor egyetlen térkép áraként világrekordnak tekinthető összegért, vásárolták meg. 2012 júliusában a Müncheni Egyetem (Universitätsbibliothek der Ludwig-Maximilian Universität in München) jelentette be, hogy a Waldseemüller-féle földgömbszelvényeknek egy újabb példányát találták meg a könyvtárban, viszont ez kissé eltér az addig ismert példányoktól, feltételezik ennek oka, hogy ezt később, immár egy másik fadúcról nyomtatták. A könyvtár tulajdonában levő térkép elektronikus változata online is elérhető.
2017-ben a Christie’s bejelentése szerint a földgömbszelvényeknek egy újabb példánya került elő, melyet 2017. december 13-án bocsátanak Londonban árverésre, az aukciósház becslése szerint ára akár az 1.2 millió amerikai dollárt is elérhetné. Későbbi, 2017. decemberi bejelentés szerint az aukcióról visszavonták a térképet, mivel felmerült a gyanúja, hogy a nyomat hamis. Az újonnan felbukkant földgömbszelvényekkel kapcsolatos kételyeknek egyik oka egy, a térképen látható fehér csík. Nick Wilding, a Georgia Állami Egyetem tanára szerint, az 1871-ben elsőnek előkerült – a James Ford Bell Library tulajdonában levő – példányon látható csík természetes oka a papírlap sérülése és annak javítása, viszont az újonnan felbukkant nyomaton ennek nem kéne látszódnia. Egy másik kétséges részlet egy ragasztócsepp, amely fölött megy át a festéknyom – a The New York Times cikkében 60-szoros nagyításban látható –, feltételezik, ha a példány eredeti lenne, akkor a ragasztócsepp alatt kellene lennie a festéknyomnak. Részben ezek alapján több szakértő, köztük Julian Wilson, a Christie’s könyvszekciójának vezető szakértője véleménye szerint az újonnan felbukkant nyomat hamisítvány, a James Ford Bell Library példányának egy korabeli papírlapra fotómechanikus eljárással készített másolata.